# Silvio Cator
Sylvio vagy Silvio Paul Cator (1900. október 9. – Port-au-Prince, 1952. július 22.) olimpiai ezüstérmes haiti atléta, távolugró.

## Pályafutása
Cator az atlétika mellett labdarúgóként is tevékenykedett. Játszott a Trivoli Athletic Club és a Racing Club Haitien csapatánál. 1924-ben, Párizsban vett részt első alkalommal az olimpiai játékokon, ekkor két számban is, magasugrásban, illetve távolugrásban indult. Előbbit a tizenötödik, míg utóbbit a tizenkettedik helyen zárta. 
1928-ban újfent jelen volt az olimpián, ezúttal azonban csak a távolugrás számában, ahol Cator mindössze tizenöt centiméterrel maradt el a győztes Ed Hamm mögött, és lett ezüstérmes; máig ez Haiti legjobb eredménye az olimpiáról. Hetekkel később 7,93-dal új világrekordot ugrott Párizsban. Ez a világcsúcs több mint három évig volt életben, emellett máig élő haiti rekord. 
1929-ben elsőként elsőként ugrott nyolc méteren túlra, de ezt az eredményt nem hitelesítették erős hátszél miatt. 1932-ben még részt vett ugyan a Los Angeles-i olimpián, de ekkor csak a kilencedik lett.
Hazájában nagy köztiszteletnek és megbecsülésnek örvendett. 1958-ban olimpiai érme, valamint világrekordja harmincadik évfordulójára Haitin bélyeget adtak ki, ezentúl szülővárosában a Stade Sylvio Cator stadion viseli a nevét.

## Egyéni legjobbjai
- Magasugrás - 1,85 m (1924)
- Távolugrás - 7,93 m (1928)